# Carl Frederick Fallén
Carl Frederick (ou Frederik ou Friedrich) Fallén est un botaniste et entomologiste suédois, né le 22 septembre 1764 à Kristinehamn et mort le 26 août 1830 à Esperd.
Il enseigna à l’université de Lund.
Il fait paraître de 1814 à 1827, Diptera Sueciae.

## Liste partielle des publications
- Monographia cimicum Sveciae. Hafniae [= Copenhagen]. 124 p. (1807)
- Specimen entomologicum novam Diptera disponendi methodum exhibens. Berlingianus, Lundae [= Lund]. 26 p. (1810)
- Försök att bestämma de i Sverige funne flugarter, som kunna fras till slgtet Tachina. K. Sven. Vetenskapsakad. Handl. (2) 31: 253-87. (1810)
- Beskrifning öfver några i Sverige funna vattenflugor (Hydromyzides). K. Sven. Vetenskapsakad. Handl. (3) 1813: 240-57. (1813)
- Specimen Novam Hymenoptera Disponendi Methodum Exhibens. Dissertation. Berling, Lund. pp. 1–41. 1 pl. (1813)
- Beskrifning öfver några Rot-fluge Arter, hörande till slägterna Thereva och Ocyptera. K. Sven. Vetenskapsakad. Handl. (3) 1815: 229-40. (1815)
- Syrphici Sveciae [part]. Berling, Lundae [= Lund]. P. 23–62 (1817)
- Scenopinii et Conopsariae Sveciae. Berling, Lundae [= Lund]. 14 p. (1817)
- Beskrifning fver de i Sverige funna fluge arter, som kunna fras till slagtet Musca. Forsta Afdelningen. K. Sven. *Vetenskapsakad. Handl. (3) 1816: 226–54. (1817)
- Heteromyzides Sveciae. Berling, Lundae [= Lund]. 10 p. (1820)
- Opomyzides Sveciae. Berling, Lundae [= Lund]. 12 p. (1820)
- Ortalides Sveciae. Part. III: a et ultima. Berling, Lundae [= Lund]. P. 25–34. (1820)
- Sciomyzides Sveciae. Berling, Lundae [= Lund]. 16 p. (1820)
- Monographia Muscidum Sveciae. Part. V. Berling, Lundae [= Lund]. P. 49–56. (1823)
- Agromyzides Sveciae. Berling, Lundae [= Lund]. 10 p. (1823)
- Hydromyzides Sveciae. Berling, Lundae [=Lund]. 12 p. (1823)
- Geomyzides Sveciae. Berling, Lundae [= Lund]. 8 p. (1823)
- Monographia Dolichopodum Sveciae. Berling, Lundae [= Lund]. 24 p. (1823)
- Phytomyzides et Ochtidiae Sveciae. Berling, Lundae [= Lund]. 10 p. (1823)
- Monographia Muscidum Sveciae. Part IX & ultima. Berling, Lundae [= Lund]. P. 81–94. (18 June) (1825)
- Hemiptera Sveciae. Cimicides eorumque familiae affines. Londini Gothorum [= Lund]. Ex Officina Berlingiana: 1–187. (1826)

- Notices d'autorité :   - VIAF
  - ISNI
  - IdRef
  - LCCN
  - GND
  - Italie
  - Pays-Bas
  - Suède
  - WorldCat